# Olympische Sommerspiele 2024/Teilnehmer (Irak)
| Gelbes Symbol für Goldmedaillen mit stilisierten Olympischen Ringen | Graues Symbol für Silbermedaillen mit stilisierten Olympischen Ringen | Braundes Symbol für Bronzemedaillen mit stilisierten Olympischen Ringen |
| ------------------------------------------------------------------- | --------------------------------------------------------------------- | ----------------------------------------------------------------------- |
| —                                                                   | —                                                                     | —                                                                       |

Der Irak nahm an den Olympischen Spielen 2024 vom 26. Juli bis zum 11. August 2024 in Paris teil. Es war die insgesamt 16. Teilnahme an Olympischen Sommerspielen.

## Teilnehmer nach Sportarten

### Fußball
Durch den dritten Platz bei der U-23-Asienmeisterschaft 2024 qualifizierten sich die irakischen Fußballer für das olympische Turnier.
| Wettbewerb      | Männer |
| --------------- | --- |
| Athleten        | Muntadher Abdulameer (1/0) Hussein Ali (3/0) Hussein Amer (2/0) Youssef Amyn (3/0) Ibrahim Bayesh (3/0) Hussein Hasan (3/0) Ayman Hussein (3/2) Josef al-Imam (2/0) Ali Jasim (3/1) Ahmed Maknzi (3/0) Karrar Mohammed (3/0) Muntadher Mohammed (3/0) Nihad Mohammed (3/0) Saad Natiq (1/0) Karrar Saad (3/0) Kumel Saadi (0/0) Mustafa Saadoon (3/0) Zaid Tahseen (2/0) |
| Trainer         | Radhi Shenaishil |
| P-Akkreditierte | Hussein Amer (2/0) Ridha Fadhil Blnd Hassan Hassan Abbas |
| Gruppenphase    | Ukraine (2:1) Argentinien (1:3) Marokko (0:3) |
| Viertelfinale   | ausgeschieden |
| Halbfinale      | ausgeschieden |
| Finale          | ausgeschieden |
| Rang            | 10 |

### Gewichtheben
Über die olympische Qualifikationsrangliste der IWF qualifizierte sich ein irakischer Gewichtheber im Superschwergewicht der Männer.
| Athleten           | Wettbewerb         | Reißen  | Reißen | Stoßen  | Stoßen | Zweikampf | Zweikampf | Rang |
| Athleten           | Wettbewerb         | Gewicht | Rang   | Gewicht | Rang   | Gewicht   | Rang      | Rang |
| ------------------ | ------------------ | ------- | ------ | ------- | ------ | --------- | --------- | ---- |
| Männer             |                    |         |        |         |        |           |           |      |
| Ali Ammar Rubaiawi | Klasse über 102 kg | 200 kg  | 5      | 237 kg  | 6      | 437 kg    | 6         | 6    |

### Judo
Sajjad Sehen erhielt eine Wildcard für den Wettbewerb im Halbmittelgewicht der Männer. In Paris wurde er jedoch positiv auf die Anabolika Metandienon und Boldenon getestet und gesperrt.
| Athleten     | Wettbewerb       | 1. Runde | 1. Runde | 2. Runde      | 2. Runde | Achtelfinale | Achtelfinale | Viertelfinale | Viertelfinale | Halbfinale / Trostrunde | Halbfinale / Trostrunde | Finale / Platz 3 | Finale / Platz 3 | Rang |
| Athleten     | Wettbewerb       | Gegner   | Ergebnis | Gegner        | Ergebnis | Gegner       | Ergebnis     | Gegner        | Ergebnis      | Gegner                  | Ergebnis                | Gegner           | Ergebnis         | Rang |
| ------------ | ---------------- | -------- | -------- | ------------- | -------- | ------------ | ------------ | ------------- | ------------- | ----------------------- | ----------------------- | ---------------- | ---------------- | ---- |
| Männer       |                  |          |          |               |          |              |              |               |               |                         |                         |                  |                  |      |
| Sajjad Sehen | Klasse bis 81 kg | Freilos  | Freilos  | S. Boltaboyev | DSQ      | DSQ          | DSQ          | DSQ           | DSQ           | DSQ                     | DSQ                     | DSQ              | DSQ              | DSQ  |

### Leichtathletik
Laufen und Gehen
| Athleten            | Wettbewerb | Vorlauf | Vorlauf | Halbfinale    | Halbfinale    | Finale        | Finale        | Rang          |
| Athleten            | Wettbewerb | Zeit    | Rang    | Zeit          | Rang          | Zeit          | Rang          | Rang          |
| ------------------- | ---------- | ------- | ------- | ------------- | ------------- | ------------- | ------------- | ------------- |
| Männer              |            |         |         |               |               |               |               |               |
| Taha Hussein Yaseen | 100 m      | 10,50 s | 9       | ausgeschieden | ausgeschieden | ausgeschieden | ausgeschieden | ausgeschieden |

### Schwimmen
| Athleten        | Wettbewerb          | Vorlauf     | Vorlauf | Halbfinale    | Halbfinale    | Finale        | Finale        | Rang |
| Athleten        | Wettbewerb          | Zeit        | Rang    | Zeit          | Rang          | Zeit          | Rang          | Rang |
| --------------- | ------------------- | ----------- | ------- | ------------- | ------------- | ------------- | ------------- | ---- |
| Männer          |                     |             |         |               |               |               |               |      |
| Hasan Al-Zinkee | 100 m Schmetterling | 1:00,23 min | 39      | ausgeschieden | ausgeschieden | ausgeschieden | ausgeschieden | 39   |